# Yalutorovsk
Huyện Yalutorovsk (tiếng Nga: ? райо́н) là một huyện hành chính tự quản (raion), của Tỉnh Tyumen, Nga. Huyện có diện tích 12 km², dân số thời điểm ngày 1 tháng 1 năm 2021 là 38853 người. Trung tâm của huyện đóng ở Yalutorovsk.